# Rudosterka łuskowana
Rudosterka łuskowana (Pyrrhura melanura) – gatunek ptaka z rodziny papugowatych (Psittacidae). Zamieszkuje Amerykę Południową, głównie zachodnią Amazonię. Rzadko hodowana w niewoli.

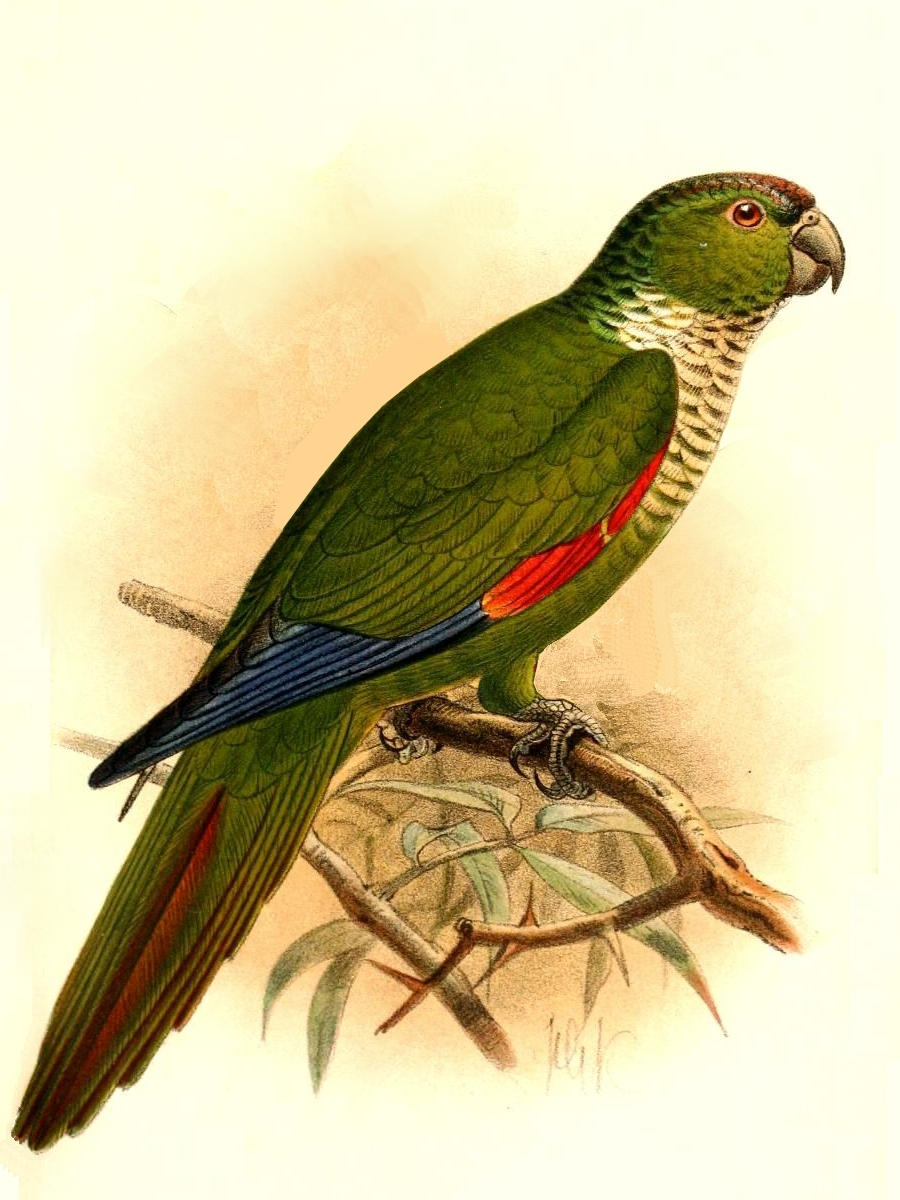
Rudosterka peruwiańska (P .m. berlepschi)

## Podgatunki i zasięg występowania
Zwykle wyróżnia się 5 podgatunków P. melanura:
- rudosterka zielonoucha[4] (P. m. pacifica) Chapman, 1915 – południowo-zachodnia Kolumbia i północno-zachodni Ekwador;
- rudosterka złotoucha[4] (P. m. chapmani) Bond & Meyer de Schauensee, 1940 – Andy południowej Kolumbii;
- rudosterka łuskowana[4] (P. m. melanura) (von Spix, 1824) – południowo-wschodnia Kolumbia i południowa Wenezuela po wschodni Ekwador, północno-wschodnie Peru i północno-zachodnią Brazylię;
- P. m. souancei (Verreaux, J, 1858) – południowo-środkowa Kolumbia i wschodnio-środkowy Ekwador;
- rudosterka peruwiańska[4] (P. m. berlepschi) Salvadori, 1891 – południowo-wschodni Ekwador i północne Peru.

Część autorów (np. Międzynarodowa Unia Ochrony Przyrody) uznaje rudosterkę zielonouchą i złotouchą za osobne gatunki.

## Morfologia
Rudosterki łuskowane mierzą około 24 cm długości oraz ważą 83–85 g. Brak widocznego dymorfizmu płciowego. W ubarwieniu dominuje zielony. U P. m. melanura wierzch głowy i kark są brązowe. Pierś jest prążkowana w barwach płowego, zielonego i brązowego. Pokrywy I rzędu są czerwone. Ogon jest ciemnoczerwony oraz zielony u nasady. Dziób bladoszary. Wokół brązowych oczu jest biała, naga obrączka. Młode są podobne do dorosłych. Mają one mniej wyraziste zaznaczenia na piersi, krótszy ogon oraz bledszy dziób.
Rudosterki zielonouche (P. m. pacifica) różnią się od podgatunku nominatywnego zielonym czołem, czerwonym nadgarstkiem, a obwódka wokół oczu jest szara oraz lekko porośnięta piórami.
P. m. souancei od P. m. melanura różni się ciemnobrązowym nalotem na piersi oraz bardziej widoczna jest barwa szarobiała. Nadgarstek ma w różnych odcieniach czerwonego. Brzuch jest brązowoczerwony. U podstawy ogona więcej zielonego.
Rudosterki złotouche (P. m. chapmani) są większe od P. m. souancei. Mają brązową pierś i kark z płowobiałym falowaniem. Brzuch jest bardziej brązowoczerwony. U podstawy ogona jest wąskie zaznaczenie zielonego.
Rudosterki peruwiańskie (P. m. berlepschi) różnią się od P. m. souancei ciemnobrązowymi końcówkami piór na piersi oraz szerszymi białymi prążkami. Policzki są jaśniejsze, a krawędź nadgarstka i brzuch bardziej jednolicie zabarwione.

## Ekologia i zachowanie
Rudosterki łuskowane występują na obszarach od tropikalnych po umiarkowane. Zamieszkują lasy typu Várzea, nizinne i niskogórskie lasy deszczowe oraz mgliste. Najwyższe tereny zamieszkują rudosterki złotouche (P. m. chapmani) – do 2800 m n.p.m. Najczęściej tworzą stada składające się z 6–12 osobników w koronach drzew. Schodzą niżej w celu zdobywania pożywienia. Żywią się owocami oraz korą drzew. W niektórych częściach Kolumbii zdarza się, że sezonowo się przemieszczają, lecz ogólnie jest to gatunek osiadły.

### Lęgi[9]
Sezon lęgowy trwa od kwietnia do maja. Samica składa 4–5 jaj. Inkubacja trwa 23 dni, młode opuszczają gniazdo w wieku 7 tygodni.

## Status
Międzynarodowa Unia Ochrony Przyrody (IUCN) uznaje rudosterkę zielonouchą oraz złotouchą jako dwa oddzielne gatunki – P. pacifica oraz P. chapmani. Rudosterka złotoucha ma status gatunku narażonego (VU – Vulnerable), a pozostałe podgatunki są najmniejszej troski (LC – Least Concern). Populacja gatunku maleje (z wyjątkiem rudosterek zielonouchych, których liczebność uznawana jest za stabilną). Zagrożeniem dla rudosterek łuskowanych jest handel dzikimi ptakami oraz utrata środowiska poprzez wycinkę lasów.